# Jacqueline Julien
Pour les articles homonymes, voir Julien.
Jacqueline Julien est une féministe et lesbienne française, également entrepreneuse et réalisatrice de courts métrages. Elle est connue pour avoir fondé à Toulouse avec Brigitte Boucheron le Bagdam Cafée, espace culturel lesbien.

## Biographie
Elle est originaire d'une famille bourgeoise de la Beauce, qui a des vues racistes. Son frère qui a onze ans de plus qu'elle, est sous officier pendant la guerre d'Algérie. Elle fréquente l'internat du collège de Dreux et le lycée de Chartres. Elle découvre les relations amoureuses avec les femmes à cette époque et est renvoyée deux fois pour inconduite.
Elle découvre Gisèle Halimi et Simone de Beauvoir et adhère à leur philosophie féministe et antiraciste. Son père signe l'autorisation qui lui permet de voyager, et elle part à Bologne et Florence. Elle commence à étudier l'italien à Poitiers, y rencontre Brigitte Boucheron. Elle est proche des milieux situationnistes et surréalistes durant Mai 68.
Elle retrouve Brigitte Boucheron à la librairie Pergame à Nantes, qui est un lieu libertaire et lesbien. Elle part pour Rome après les événements de mai 68, et rejoint la gauche italienne du Manifesto. 
Elle se marie pour satisfaire aux convenances, et accouche en 1974 à Varsovie d'un fils, Martin. 
Elle part vivre à Toulouse, connue pour être une ville tolérante envers les lesbiennes, et fonde la Maison des femmes en 1976, qui perdure jusqu'en 1982.
En 1989 elle ouvre avec Brigitte Boucheron le Bagdam Cafée. Le café ferme après 10 ans et est remplcé par Bagdam Espace Lesbien, qui organise entre autres le Printemps Lesbien.
Elle fonde également avec trois associées une société de conseil en édition. En 1994 elle découvre qu'elle a un cancer du sein et analyse sa situation à travers divers écrits féministes alternatifs et radicaux.
Jacqueline Julien a également réalisé des courts métrages Yes I am single (Oui je suis célibataire) et Time Bomb (Bombe à retardement). Elle a une activité littéraire intense, de traductrice, rédactrice de guide touristique et de manuels scolaires. Elle a notamment traduit Un silence de morte de Patrizia Romito.